# Сан-Раффаеле-Чимена
Сан-Раффаеле-Чимена (італ. San Raffaele Cimena, п'єм. San Rafael e Cimënna) — муніципалітет в Італії, у регіоні П'ємонт,  метрополійне місто Турин.
Сан-Раффаеле-Чимена розташований на відстані близько 520 км на північний захід від Рима, 15 км на північний схід від Турина.
Населення — 3159 осіб (2014).
Щорічний фестиваль відбувається 23 серпня. Покровитель — San Bernardo.

## Демографія
Населення за роками:

Станом на 1 січня 2023 року в муніципалітеті офіційно проживали 174 іноземці з 28 країн, серед них 114 громадян країн Євросоюзу та 3 громадяни України.

## Сусідні муніципалітети
- Брандіццо
- Кастаньєто-По
- Ківассо
- Гассіно-Торинезе
- Ривальба
- Сеттімо-Торинезе